# Pomnik Początków Miasta Łodzi
Pomnik Początków Miasta Łodzi – pomnik Rajmunda Rembielińskiego w Łodzi u zbiegu alei Politechniki i ulicy Rembielińskiego, przed wejściem do centrum handlowego Nowa Sukcesja.

## Opis

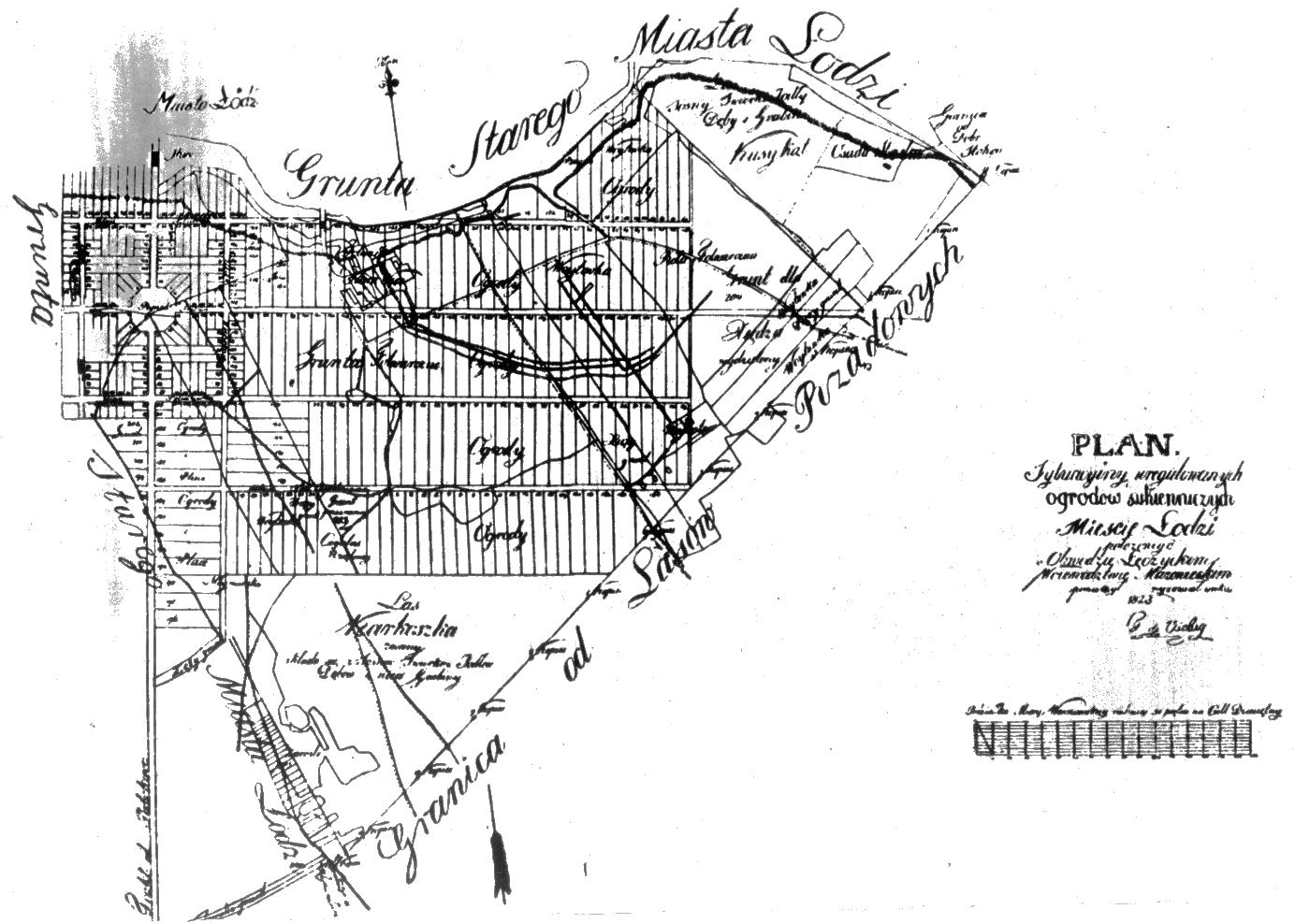
Plan Łodzi z 1823 roku wykonany przez Filipa de Viebiga na zlecenie Rajmunda Rembielińskiego

Pomnik składa się z dwóch części. Ponad dwumetrowa rzeźba odlana z brązu przedstawia Rajmunda Rembielińskiego we fraku opierającego się o wielki cyrkiel. Rzeźba została wykonana w Pracowni Rzeźby i Konserwacji Obiektów Zabytkowych ZET-ZET Zbigniewa Władyki według projektu Zofii Władyki-Łuczak . Rzeźba stoi na posadzce zrobionej przez Zakład Obróbki Kamienia LABRADORYT Ludosława Wenerskiego. Składa się z 247 elementów wykonanych z kamienia Nero Zimbabwe oraz blachy kwasoodpornej i przedstawia plan podziału Nowego Miasta Łodzi wykonany w 1823 roku przez Filipa de Viebiga na zlecenie Rembielińskiego .

## Historia
Przez kilkanaście lat Towarzystwo Przyjaciół Łodzi próbowało doprowadzić do skutku postawienie pomnika inicjatorowi Łodzi przemysłowej . W 2013 roku bez powodzenia ubiegano się o sfinansowanie pomnika w ramach Budżetu Obywatelskiego na rok 2014 (L0001) . Jednak w wyniku porozumienia pomiędzy prezesem TPŁ Ryszardem Bonisławskim a Fabryką Biznesu doprowadzono do ufundowania pomnika Rembielińskiego przed wejściem do Centrum Handlowo-Usługowego Sukcesja u zbiegu ulicy Rembielińskiego z aleją Politechniki  .
Uroczyste odsłonięcia pomnika odbyło się 25 lipca 2015 roku w ramach obchodów 592. Urodzin Miasta Łodzi . Na uroczystości byli obecni prezes TPŁ i senator RP Ryszard Bonisławski, wojewoda łódzki Jolanta Chełmińska, prezes NBP Marek Belka, poseł na Sejm Cezary Grabarczyk, marszałek województwa łódzkiego Witold Stępień, prezydent Miasta Łodzi Hanna Zdanowska, rektor Uniwersytetu Łódzkiego Włodzimierz Nykiel, rektor Politechniki Łódzkiej Stanisław Bielecki . W uroczystości wziął też udział potomek Rajmunda Jakub Rembieliński profesor fizyki z Uniwersytetu Łódzkiego  .
19 listopada Zakład Obróbki Kamienia LABRADORYT za posadzkę pomnika został wyróżniony nagrodą specjalną Kamień 2015 w kategorii Kamień w obiektach architektonicznych miesięcznika Świat Kamienia  .